# Barney Phillips
Barney Phillips (20 de octubre de 1913 – 17 de agosto de 1982) fue un actor radiofónico, cinematográfico y televisivo de nacionalidad estadounidense.

## Biografía
Su verdadero nombre era Bernard Philip Ofner, y nació en San Luis, Misuri, siendo sus padres Harry Nathan Ofner, vendedor de productos del cuero, y Leona Frank Ofner, de origen alemán. Phillips creció y se educó en San Luis, mudándose a Los Ángeles, California, tras graduarse en el college en 1935.
Interesado en la interpretación, consiguió un pequeño papel en un western de serie B de producción independiente, Black Aces (1937), aunque su carrera artística no despegaba. Entonces Phillips decidió alistarse en el Ejército de los Estados Unidos en julio de 1941 con su nombre verdadero, sirviendo en el Signal Corps durante la Segunda Guerra Mundial.
Tras la guerra, Phillips hizo pequeñas actuaciones en varios filmes desde 1949 a 1952, todo ello antes de obtener un papel regular en la versión televisiva emitida por la NBC de la serie Dragnet, el del Sargento Ed Jacobs. Además hizo el papel recurrente de Hamilton J. Finger en el programa radiofónico de Frank Sinatra Rocky Fortune en 1953 y 1954. En los años 1950 y 1960 fue un prolífico actor de carácter, tanto en el cine como en la televisión.  En 1955 fue Mr. Jamison en el episodio de I Love Lucy Ricky's European Booking, y tuvo papeles menores en dos episodios de Perry Mason. En la temporada televisiva 1959-1960 Phillips fue el teniente de policía Geller en la serie Johnny Midnight, protagonizada por Edmond O'Brien. En la siguiente temporada, Phillips fue otro teniente de policía, Avery, en siete episodios de The Brothers Brannagan, serie en la que actuaban Stephen Dunne y Mark Roberts. 
Otras de las producciones televisivas en las cuales intervino fueron Andy Griffith Show, Twelve O'Clock High (1964–67, como actor regular) y The Betty White Show (1977–78). Sin embargo, su papel más conocido es probablemente el que hizo en el episodio de The Twilight Zone "Will the Real Martian Please Stand Up?".
Además de sus actuaciones en series de TV, Phillips intervino brevemente en el famoso comercial de pizza Totino's creado por Stan Freberg. Phillips siguió actuando en televisión también en los años 1970.
Barney Phillips falleció en Los Ángeles, California, en 1982, a causa de un cáncer.

## Selección de su filmografía
- Black Aces (1937)
- The Judge (1949)
- Little Egypt (1951)
- My Six Convicts (1952)
- Down Among the Sheltering Palms (1952)
- Has Anybody Seen My Gal? (1952)
- Ruby Gentry (1952)
- Eight Iron Men (1952)
- A Blueprint for Murder (1953)
- The True Story of Jesse James (1957)
- I Was a Teenage Werewolf (1957)
- Cry Terror! (1958)
- The Sand Pebbles (1966)
- No Deposit, No Return (1976)

## Trabajo televisivo (parcial)
- Dragnet
- I Love Lucy: "Ricky's European Booking" (1955)
- The Adventures of Ozzie and Harriet (1957–58)
- Peter Gunn: "The Blind Pianist" (1958)
- Intriga en Hawái: "Me case con tres esposas" (1960)
- The Twilight Zone: "The Purple Testament" (1960)
- The Twilight Zone: "A Thing about Machines" (1960)
- The Twilight Zone: "Will the Real Martian Please Stand Up?" (1961)
- The Twilight Zone: "Miniature" (1963)
- The Andy Griffith Show: "Barney Gets His Man" (1961)
- The Dick Van Dyke Show: "The Cat Burglar" (1962)
- The Three Musketeers
- Twelve O'Clock High
- Shazzan
- Adam 12
- Cannon
- The Betty White Show (1977)